# Augusta Springs
Augusta Springs è un census-designated place (CDP) degli Stati Uniti d'America, situato nello stato della Virginia, nella contea di Augusta. Secondo il censimento del 2020 gli abitanti di Augusta Springs ammontavano a 236.